# Френд
Френд е популярно наименование на механично устройство за осигуровка в скалното катерене и алпинизма. В зависимост от конструкцията си се състои от три или четири ексцентрика, монтирани на една обща или две съседни оси по такъв начин, че натоварването на оста раздалечава ексцентриците. Чрез издърпване на „спусък“ (малка ръчка) ексцентриците се прибират, което позволява поставянето на френда в скалната цепнатина. След отпускането на спусъка монтираната пружина разтваря ексцентриците и по този начин закрепва устройството в цепнатината, след което в него може да бъде включен карабинер, през който се прекарва осигурителното въже. При правилно поставяне на френда, натягането на въжето при падане на водещия катерач води до трансформация на вертикалното усилие в налягане върху скалата, генериращо триене, което не позволява изваждането на устройството от скалната цепнатина. Поради големите сили, приложени върху скалата при натоварване на френда при падане е много важно той да бъде поставян в здрави цепнатини на стабилна скала.

## История
Съвременният френд развива идеята на сходно устройство, изобретено от съветския алпинист Виталий Абалаков, който за пръв път прилага съоръжение с ексцентрична форма, основано на математическите принципи на логаритмичната спирала.
Модерните френдове са изобретени от Рей Жардин и патентовани през 1978 г. (US патент 4 184 657).
Изобретяването на френда революционизира скалното катерене, защото, за разлика от клемите, позволява да се осъществява осигуровка в паралелни и разширяващи се надолу цепнатини. Освен това, за разлика от клиновете, френдовете се вадят лесно без да се разрушава скалата, което прави възможни чистите изкачвания на много повече маршрути. Днес се предлагат френдове с различна конструкция на множество производители. Различните размери позволяват употребата им в цепнатини, широки от 6 до 300 mm, въпреки че по-малки от 10 mm и по-големи от 100 mm рядко се срещат.